# Акула гренландська
Акула гренландська, також полярна акула гренландська, полярна акула темна, полярна акула атлантична (Somniosus microcephalus) — вид роду полярна акула (Somniosus) із родини полярних акул (Somniosidae). Найпівнічніша серед акул.

## Зовнішній вигляд
Розмірами подібна до білої акули. Самиці більші за самців; типовий розмір — 4—5 м. Найбільші особини можуть досягати 8 м і важити до 2,5 тонн. Невеличка голова, валькувате тіло. Грудні плавці невеликі без шипів. Зябра невеличкі. Забарвлення від коричнюватого до чорно-коричневого, інколи сіре з темними боками, з маленькими фіолетовими плямами, що найрясніше вкривають поверхню плавців.

## Анатомія

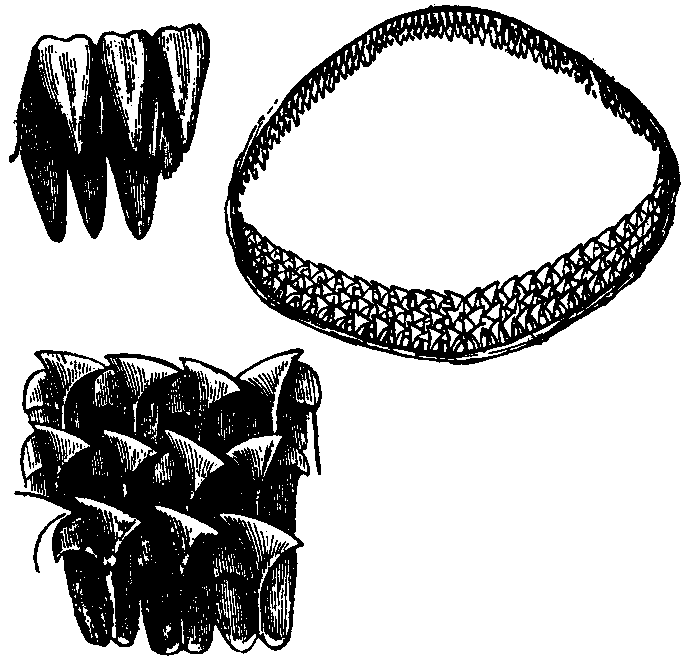
Щелепи та окремі зуби полярної акули

Не має нирок і сечовивідних шляхів. Сечовина виводиться через шкіру, внаслідок чого м'ясо акули містить високі концентрації отруйних сполук (сечовина, аміак). Це стало приводом для створення інуїтської легенди, в якій розповідається про появу першої акули, Шкалугшуака. Стара ескімоска вимила волосся власною сечею й витерла одежею, яку вітром здуло у воду — так з'явився Шкалугшуака.
Верхня щелепа несе багато невеличких гострих конічних зубів, на нижній щелепі зуби широкі квадратні, налягають один на одне.
Зір слабкий, в багатьох особин рогівка очей пошкоджена паразитичними веслоногими рачками (Ommatokoita elongata), які допомагають приманювати жертв акули власною біолюмінесценцією.

## Ареал
Ареал бореально-арктичний — широко поширена в полярних широтах північної півкулі, в північній частині Атлантичного океану, у Баренцовому і Білому морях, іноді заходить у Карське море. Біля узбережжя Гренландії зустрічається вздовж берегів та в глибоких фіордах північної частини острову. Тримається глибин 200—900 м, взимку піднімаючись ближче до поверхні моря (найбільша зареєстрована глибина занурення становить 1816 м). Робить дальні міграції. Взимку і навесні з'являється біля берегів і заходить в затоки. Відомі випадки вилову в тропічній зоні на великих глибинах, а також в холодних водах південної півкулі.
У північній частині Тихого океану живе споріднений вид — полярна акула тихоокеанська (Somniosus pacificus). Вона потрапляла в тенета промислових рибалок і на широтах Японії.

## Фізіологія

### Розмноження
Цикл розмноження вивчений слабо. Період розмноження припадає на весну. Самиця відкладає близько 500 м'яких еліпсоїдальних яєць. Яйця близько 8 см завдовжки, позбавлені рогової капсули [джерело?]. За знахідками малих акуленят у серпні 1981 року радянським науково-дослідним судном на глибині 300 м в Норвезькому морі припускають, що самиця народжує їх близько десятка, довжиною до 50 см, наприкінці зими на значних глибинах.
Самиці досягають статевої зрілості за довжини тіла 4 метри, що відповідає віку близько 150 років.

### Харчування
Зазвичай акула полює на різноманітних риб і тюленів. За рештками тюленячих тіл на узбережжях острова Сейбл та Нової Скотії зі слідами акулячих зубів можна припустити, що акули — головні вороги тюленів у зимовий період. Харчовий раціон складають також інші акули, ракоподібні, голкошкірі, дельфіни та птахи, що полюють на рибу, занурюючись у воду. Маючи досить сильно розвинений нюх, харчується також падлом. Відомий випадок знаходження в шлунку акули щелепи білого ведмедя та решток північного оленя.

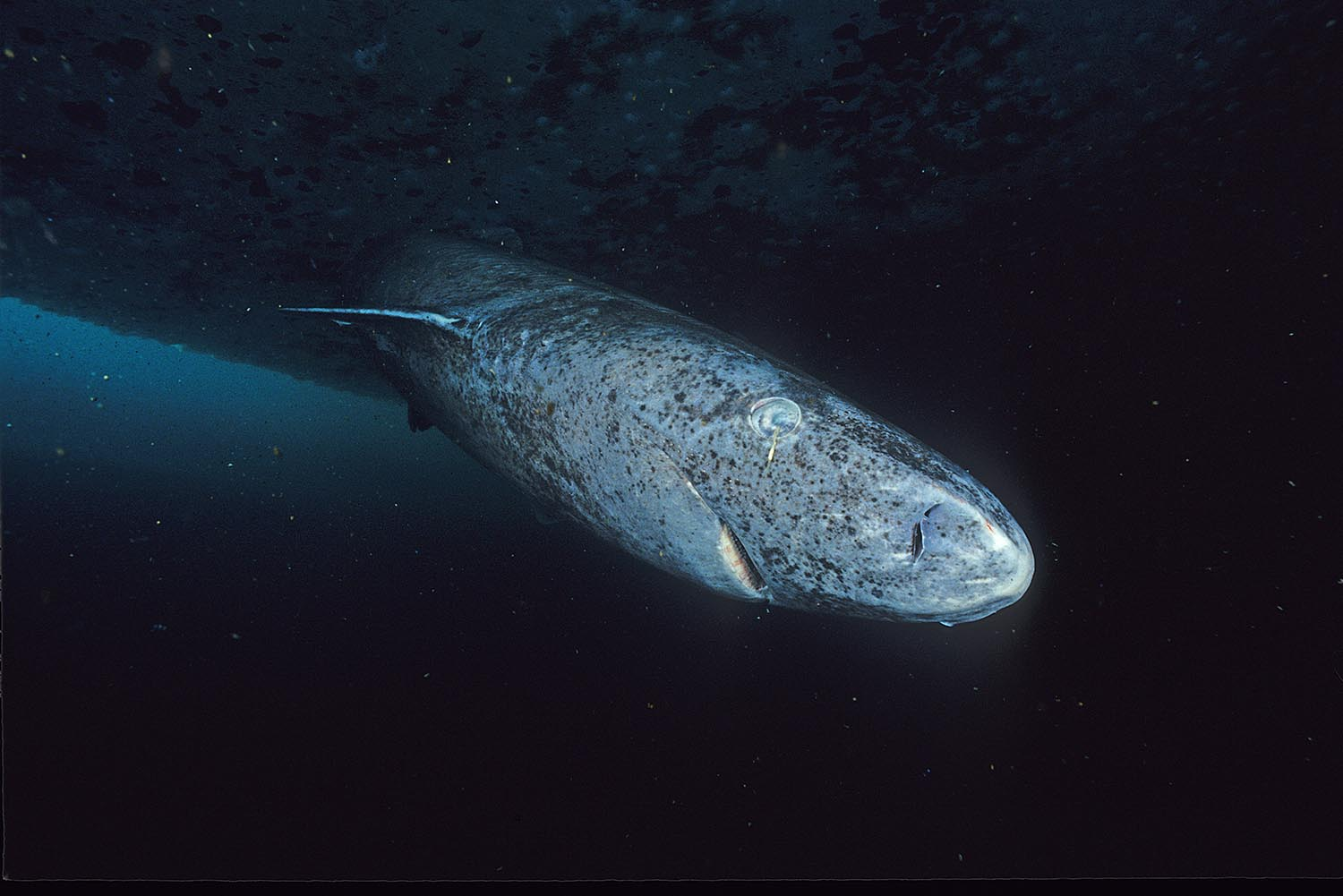
Гренландська акула в Адміралтейській затоці, Нунавут

Поблизу південних берегів Гренландії дорослі особини не зустрічаються. Відомі випадки вилову дорослих самиць завдовжки 4 — 4,5 м в Данській протоці. Спроби мічення довели, що полярна акула тримається в холодних водах.

## Значення
Ловлять полярну акулу на гачок з повідком із сталевого троса, використовуючи як приманку шмат старого сала. Спіймана на гачок акула, незважаючи на великий розмір та масу, досить пасивна. У Гренландії взимку акулу б'ють гарпуном з крижин.
У Гренландії печінка (15 — 100 кг) акули слугувала важливим джерелом вітаміну А, жир використовувався для освітлення масляними лампами. У XX столітті жир використовувався як високоякісне машинне мастило. Наприкінці XIX століття виловлювалось 30 тис. акул щорічно. Ще до 1971 року Гренландія експортувала до 8 тис. дублених шкір щорічно, які використовувались на виготовлення жіночих сумок та оправ для книжок.
Наносить шкоду рибальству, пошкоджуючи знаряддя та поїдаючи рибу.

### М'ясо

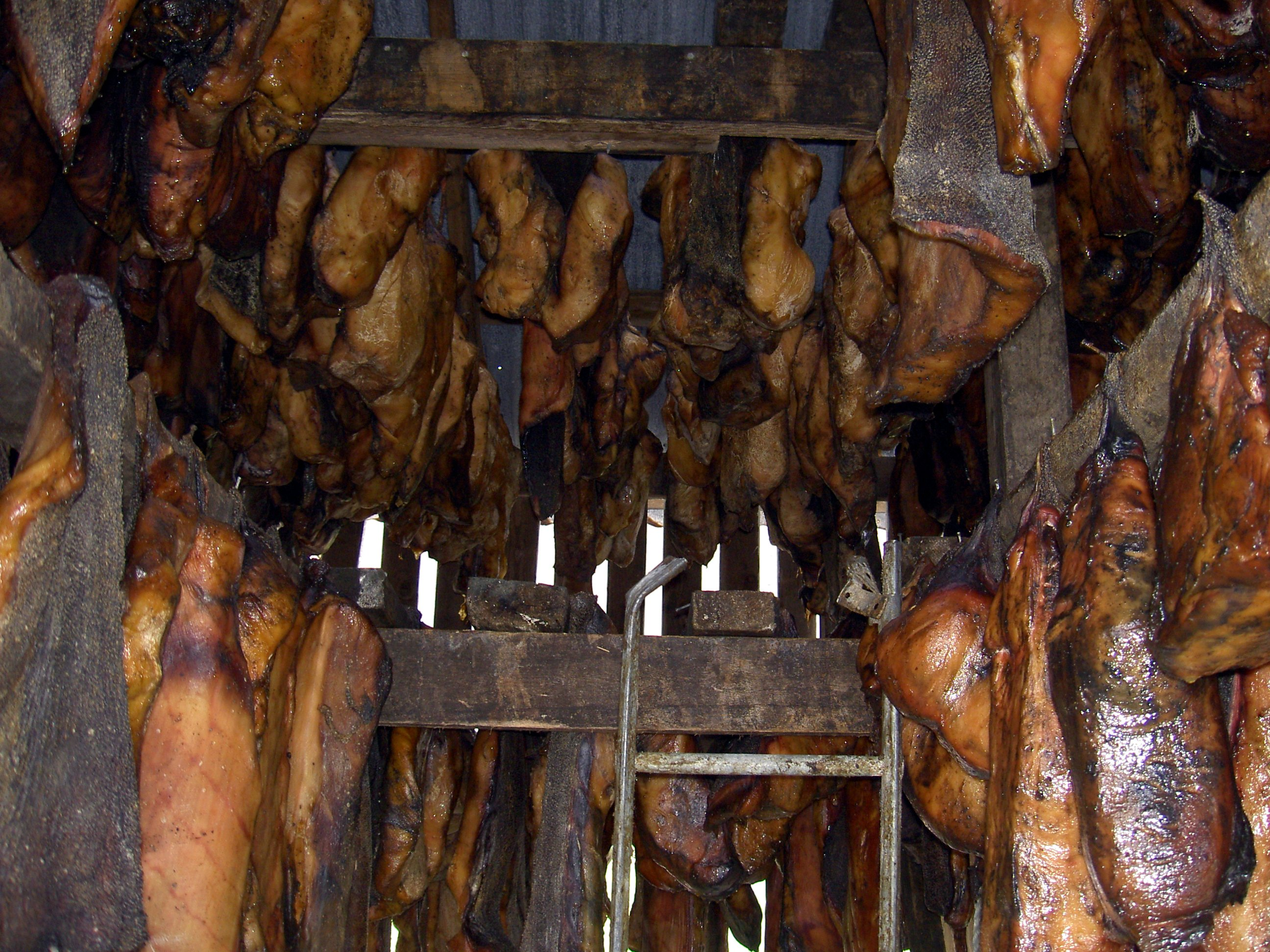
В'ялений гаукарль

З м'яса полярних акул готують традиційну ісландську страву гаукарль (ісл. Kæstur Hákarl, Hákarl). В сирому вигляді м'ясо отруйне: через вміст оксиду триметіламіну його споживання може викликати в теплокровних тварин головокружіння та спазми. Тому перед споживанням м'ясо тривалий час виварюють, змінюючи воду. Або традиційно в'ялять у дерев'яних ящиках під землею, чи просто зариваючи у вулканічний попіл в Ісландії, де м'ясо природно ферментується. Часто його дістають для відтаювання й знов заривають, цикл повторюють декілька разів. Після чого його підвішують для подальшої усушки в закритому приміщенні льоху.

### Напади на людину
Інформації про напад на людину (окрім інуїтських легенд, що можуть вказувати й на косаток), зафіксовано не було. Хоча головною причиною цього може бути відсутність масового купання в занадто холодних водах, де мешкають полярні акули. У 1859 році в Понд-Інлет на острові Баффінова Земля в шлунку акули було знайдено людську ногу. Але ця історія дотепер не була ще науково досліджена.
Проте варто відзначити, що акули цієї родини ще занадто погано вивчені. Незважаючи на більш ніж сторічний досвід промислової заготівлі, вперше вони були зафільмовані у природному середовищі лише в 1998 році американськими дослідниками.

## Тривалість життя
У 2016 році дослідники з Копенгагенського університету за допомогою радіовуглецевого датування кришталиків встановили, що акула ґренландська має найдовшу тривалість життя серед нині існуючих на Землі хребетних тварин. Найстаріша з 28 досліджених акул мала вік 392±120 років (за довжини тіла 502 см).

## МіфиІнуітів
Отруйна плоть гренландської акули має високий вміст сечовини, що породило інуїтську легенду про Скалугсуака, першу гренландську акулу. Легенда розповідає, що стара жінка вимила своє волосся в сечі (звичайна практика для знищення педикульозу) і висушила його тканиною. Тканина віднесло в океан, і вона стала Скалугсуаком. Інша легенда розповідає про Седну, батько якої відрізав їй пальці, коли топив її, і кожен палець перетворився на морську істоту, в тому числі й на Скалугсуака.